# 韓宇峰
韓宇峰，中國人民解放軍少將，博士學歷，全國優秀黨務工作者。曾任某裝甲師政委、黨委書記，第十六集團軍政治部副主任，第四十集團軍副政委、紀委書記。根據新聞報導顯示，已出任新組建的第79集團軍副政委、紀委書記。 